# Tratado de Aix-la-Chapelle (1668)

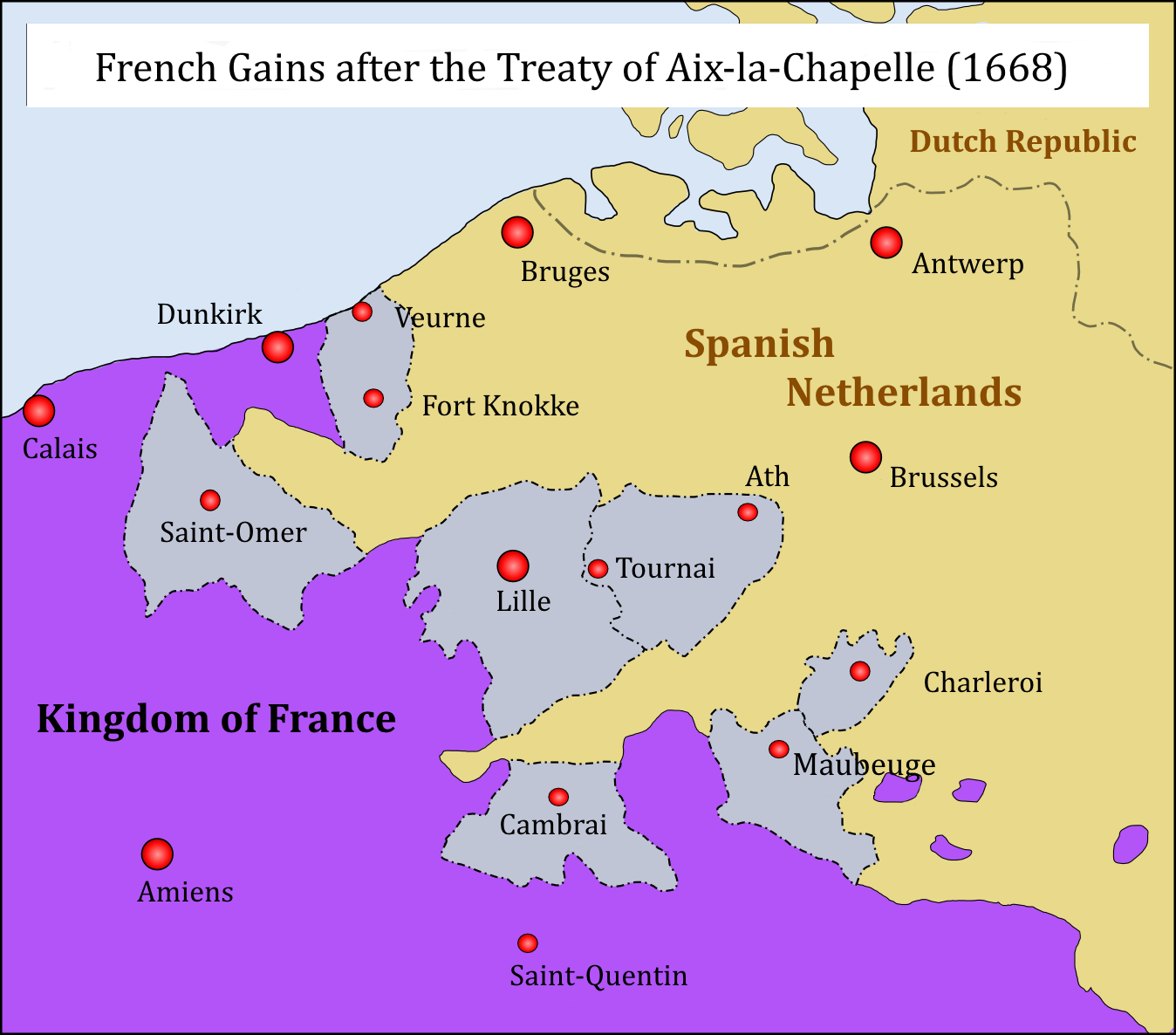
Áreas conquistadas e devolvidas por Luís XIV em Aix-la-Chapelle, 1668.

O Tratado de Aix-la-Chapelle ou Aachen encerrou a Guerra de Devolução entre a França e a Espanha. Ele foi assinado em 2 de maio de 1668 em Aachen (em francês:  Aix-la-Chapelle). A Espanha aderiu em 7 de maio de 1669.

## Termos do tratado
O tratado foi mediado e garantido pela Tríplice Aliança da República Holandesa, Inglaterra e Suécia no Primeiro Congresso de Aix-la-Chapelle. Pelos seus termos, Luís XIV devolveu três cidades, Cambrai (Kamerijk), Aire (Ariën aan de Leie) e Saint-Omer (Sint-Omaars) à Espanha. Ele também devolveu a província de Franche-Comté.  Por outro lado, manteve Armentières (Armentiers), Bergues (Sint-Winoksbergen), Charleroi, Courtrai (Kortrijk), Douai (Dowaai), Furnes (Veurne), Lille (Rijsel), Oudenaarde (Audenarde) e Tournai (Doornik). 
Lille, Armentières, Bergues e Douai foram consideradas essenciais para reforçar a vulnerável fronteira norte da França e permanecem francesas até hoje, enquanto a retenção de Tournai, Oudenaarde, Courtrai, Veurne, Binche, Charleroi e Ath foram consideradas necessárias para facilitar futuras ofensivas nos Países Baixos Espanhóis e na República Holandesa.
O tratado deixou para a França todas as suas conquistas em Flandres em 1667. Essa era uma disposição vaga. Após a Paz de Nijmegen (1679), Luís XIV aproveitou-se dela para ocupar várias aldeias e vilas que ele julgou serem dependências das cidades e territórios adquiridos em 1668.

## Links externos
- Transcription of the treaty (in French, IEG Mainz)
- Herbermann, Charles, ed. (1913). «Aachen». Enciclopédia Católica (em inglês). Nova Iorque: Robert Appleton Company